# Sinopia

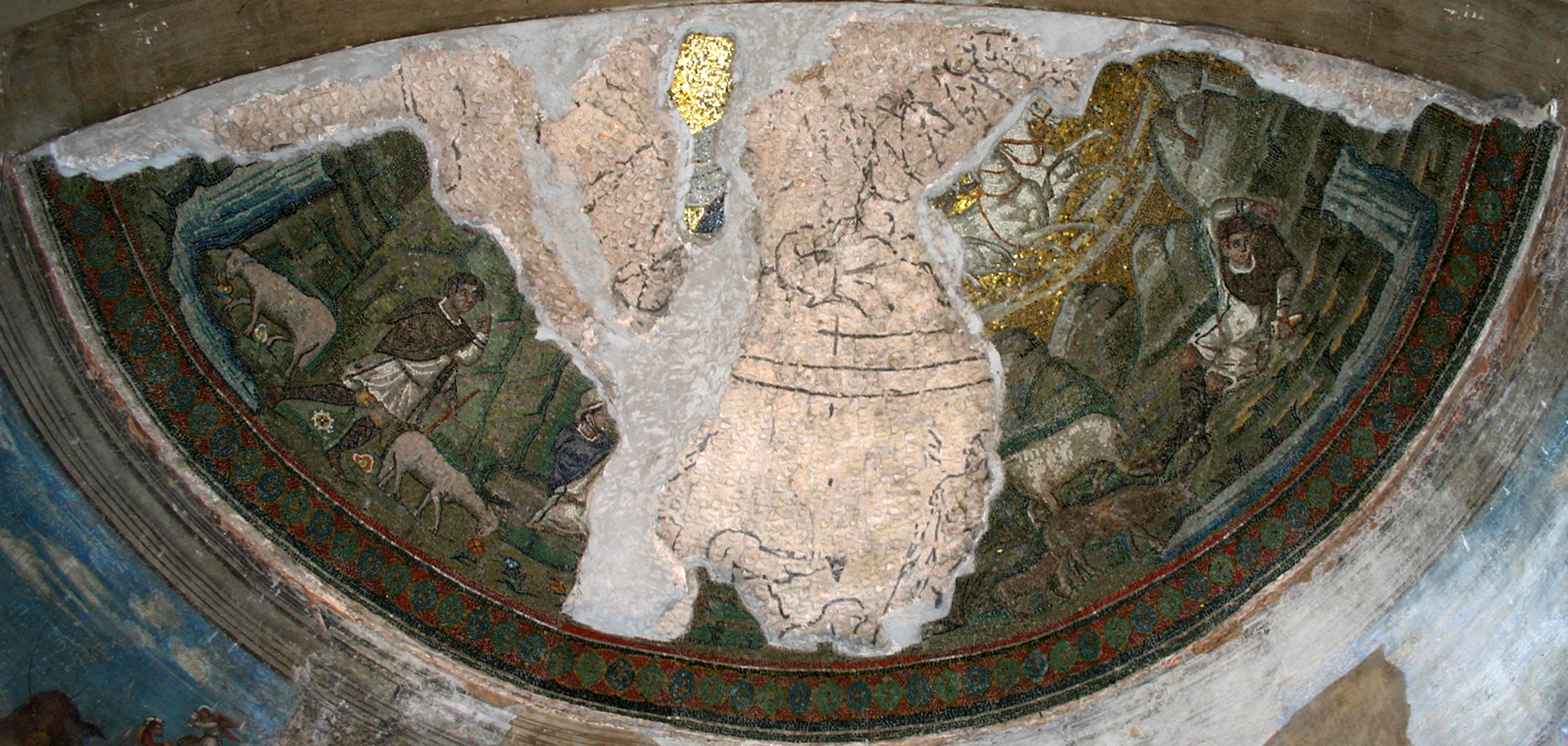
Nelle zone in cui questo mosaico del IV secolo d.C. è caduto è apparsa la sinopia preparatoria (Milano, Basilica di san Lorenzo)

La sinòpia è un disegno preparatorio usato per la pittura a fresco e per il mosaico. Viene eseguita con della terra rossa (in origine proveniente da Sinope, sul Mar Nero) sul muro o sull'arriccio.
Una volta completata questa fase, il disegno viene progressivamente ricoperto con l'ultimo strato di intonaco.
Della sinopia si è fatto largo uso fino ai primi anni del Cinquecento, quando è stata gradualmente sostituita dal graffito (segni ottenuti premendo sul contorno del disegno preparatorio) e dallo spolvero (disegni eseguiti su cartoni poi forati lungo i contorni e spolverati con polvere di carbone in modo da far apparire linee punteggiate sulla parete).

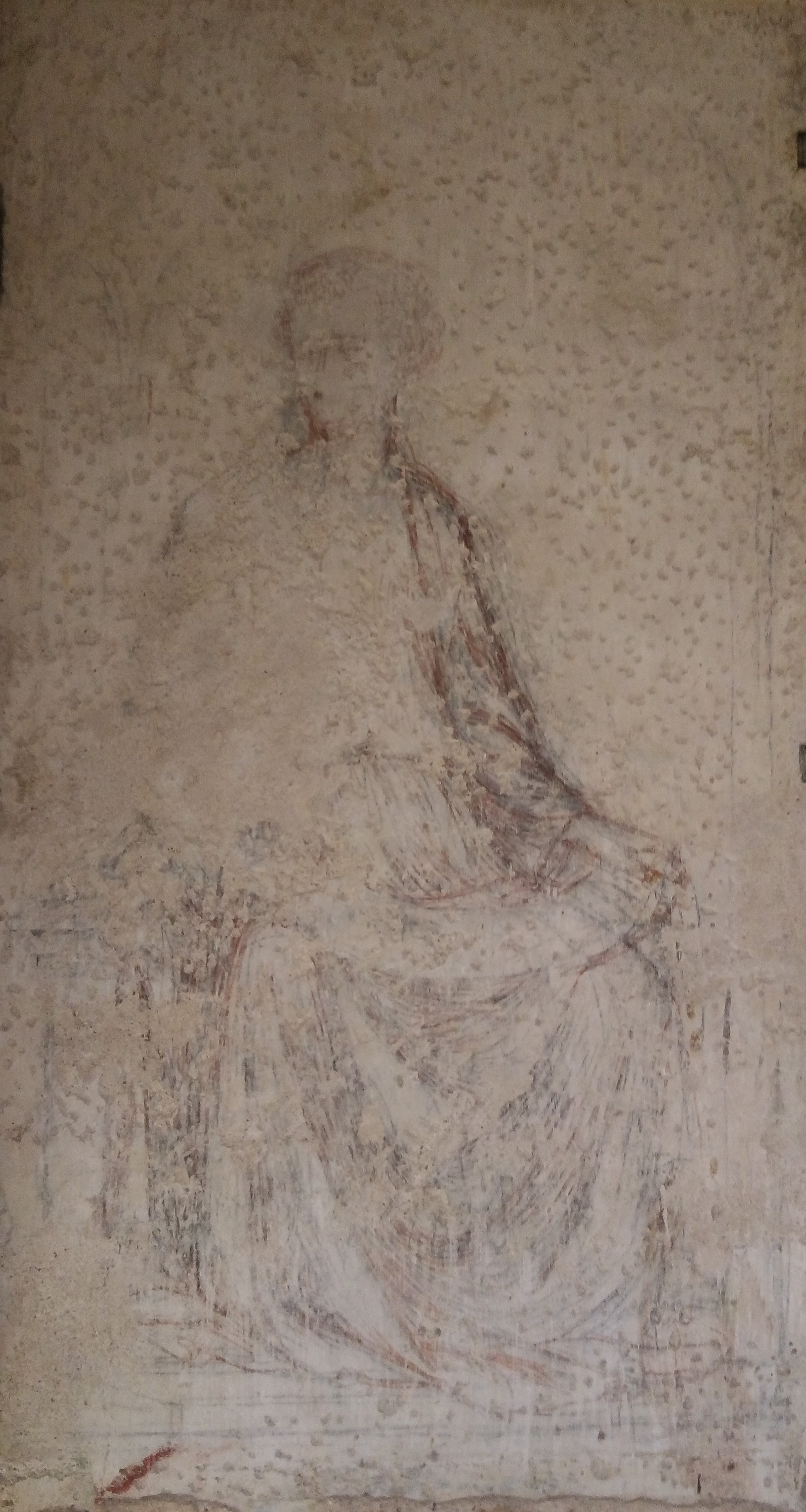
Sinopia Sibilla di Masolino nel Battistero di Castiglione Olona

Molti storici dell'arte utilizzano la sinopia per studiare la genesi delle opere, in quanto su questa si possono osservare ripensamenti o linee aggiunte successivamente dell'autore durante la realizzazione dell'opera pittorica. Una pratica per ricavare una sinopia di un'opera è quella dello strappo murario: una volta spostata la pellicola pittorica su un altro supporto, la sinopia apparirebbe sul muro dal quale l'opera è stata "strappata".

## Altro significato
Terra rossa o rubrica molto pregiata della zona di Sinope città del Mar Nero.